# Edraianthus serbicus
Espèce
Classification phylogénétique
Edraianthus serbicus est une espèce végétale de la famille des Campanulaceae.
Plante de 5 à 10 cm, des montagnes de Serbie et Bulgarie.

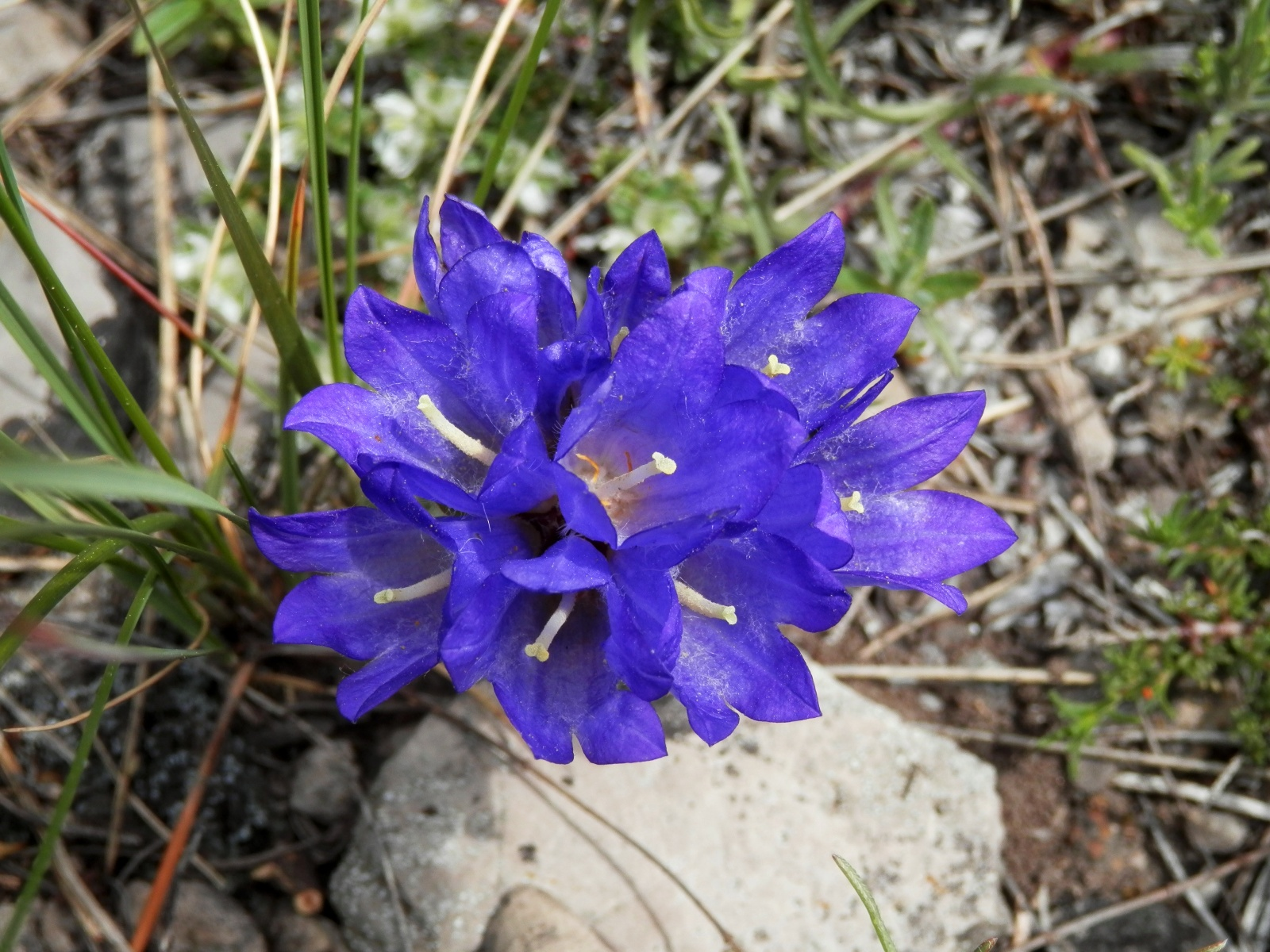
Golo Bardo, Bulgarie